# Neoclytus tenuiscriptus
Neoclytus tenuiscriptus es una especie de escarabajo longicornio del género Neoclytus, tribu Clytini, subfamilia Cerambycinae. Fue descrita científicamente por Fall en 1907.

## Descripción
Mide 7,5-12 milímetros de longitud.

## Distribución
Se distribuye por México y Estados Unidos.